# Hemilucilia benoisti
Hemilucilia benoisti är en tvåvingeart som beskrevs av Seguy 1925. Hemilucilia benoisti ingår i släktet Hemilucilia och familjen spyflugor. Inga underarter finns listade i Catalogue of Life.